# Leptostylopsis bidentatus
Leptostylopsis bidentatus es una especie de escarabajo longicornio del género Leptostylopsis, tribu Acanthocinini, familia Cerambycidae. Fue descrita científicamente por Fabricius en 1775.

## Distribución
Se distribuye por Guadalupe e islas de Sotavento.